# سيدار فولز
سيدار فولز (بالإنجليزية: Cedar Falls, Iowa)‏ هي مدينة تقع في ولاية آيوا في الولايات المتحدة. تبلغ مساحة هذه المدينة 76.69 (كم²)، وترتفع عن سطح البحر 268 م، بلغ عدد سكانها 39260 نسمة في عام 2012 حسب إحصاء مكتب تعداد الولايات المتحدة.

## التركيبة السكانية
قام مكتب تعداد الولايات المتحدة بتحديد بيانات التركيبة السكانية لسيدار فولزفي تعداد الولايات المتحدة. في ما يلي، التركيبة السكانية حسب تعدادي 2000 و2010.

### تعداد عام 2000
بلغ عدد سكان سيدار فولز 36,145 نسمة بحسب تعداد عام 2000، وبلغ عدد الأسر 12,833 أسرة وعدد العائلات 7,558 عائلة مقيمة في المدينة. في حين سجلت الكثافة السكانية 1,277.2 نسمة لكل ميل مربع (493.1/كم2). وبلغ عدد الوحدات السكنية 13,271 وحدة بمتوسط كثافة قدره 468.9 نسمة لكل ميل مربع (181.0/كم2).
وتوزع التركيب العرقي للمدينة بنسبة 95.14% من البيض و 0.15% من الأمريكيين الأصليين و 1.61% من الأمريكيين ذوي الأصول الآسيوية و 0.02% من سكان جزر المحيط الهادئ و 1.57% من الأمريكيين الأفارقة و 1.09% من عرقين مختلطين أو أكثر.
بلغ عدد الأسر 12,833 أسرة كانت نسبة 26.9% منها لديها أطفال تحت سن الثامنة عشر تعيش معهم، وبلغت نسبة الأزواج القاطنين مع بعضهم البعض 48.9% من أصل المجموع الكلي للأسر، ونسبة 7.5% من الأسر كان لديها معيلات من الإناث دون وجود شريك، وكانت نسبة 41.1% من غير العائلات. تألفت نسبة 25.5% من أصل جميع الأسر من أفراد ونسبة 9.4% كانوا يعيش معهم شخص وحيد يبلغ من العمر 65 عاماً فما فوق. وبلغ متوسط حجم الأسرة المعيشية 2.91، أما متوسط حجم العائلات فبلغ 2.45.
بلغ العمر الوسطي للسكان 26 عاماً. وكانت نسبة 30.6% بين الثامنة عشر والأربعة وعشرون عاماً، ونسبة 20.5% كانت واقعةً في الفئة العمرية ما بين الخامسة والعشرون حتى والأربعة وأربعون عاماً، ونسبة 19.0% كانت ما بين الخامسة والأربعون حتى الرابعة والستون، ونسبة 11.9% كانت ضمن فئة الخامسة والستون عاماً فما فوق. يوجد لكل 100 أنثى 88.5 ذكر، ويوجد لكل 100 أنثى في الثامنة عشر من عمرها فما فوق 85.7 ذكر.
بلغ متوسط دخل الأسرة في المدينة 70,226 دولار، أما متوسط دخل العائلة فبلغ 85,158 دولار. وكان متوسط دخل الذكور 60,235 دولار مقابل 50,312 دولار للإناث. وسجل دخل الفرد الخاص بالمدينة 27,140 دولار. وكانت نسبة 5.6% من العائلات ونسبة 4.7% من السكان تحت خط الفقر،

### تعداد عام 2010
بلغ عدد سكان سيدار فولز 39,260 نسمة بحسب تعداد عام 2010، وبلغ عدد الأسر 14,608 أسرة وعدد العائلات 8,091 عائلة مقيمة في المدينة. في حين سجلت الكثافة السكانية 1,365.6 نسمة لكل ميل مربع (527.3/كم2). وبلغ عدد الوحدات السكنية 15,477 وحدة بمتوسط كثافة قدره 538.3 لكل ميل مربع (207.8/كم2).
وتوزع التركيب العرقي للمدينة بنسبة 93.4% من البيض و 0.2% من الأمريكيين الأصليين و 2.3% من الأمريكيين ذوي الأصول الآسيوية و 2.1% من الأمريكيين الأفارقة و 1.7% من عرقين مختلطين أو أكثر.
بلغ عدد الأسر 14,608 أسرة كانت نسبة 24.8% منها لديها أطفال تحت سن الثامنة عشر تعيش معهم، وبلغت نسبة الأزواج القاطنين مع بعضهم البعض 45.5% من أصل المجموع الكلي للأسر، ونسبة 7.2% من الأسر كان لديها معيلات من الإناث دون وجود شريك، بينما كانت نسبة 2.7% من الأسر لديها معيلون من الذكور دون وجود شريكة وكانت نسبة 44.6% من غير العائلات. تألفت نسبة 28.0% من أصل جميع الأسر من أفراد ونسبة 10.4% كانوا يعيش معهم شخص وحيد يبلغ من العمر 65 عاماً فما فوق. وبلغ متوسط حجم الأسرة المعيشية 2.88، أما متوسط حجم العائلات فبلغ 2.37.
بلغ العمر الوسطي للسكان 26.8 عاماً. وكانت نسبة 17.3% من القاطنين تحت سن الثامنة عشر، وكانت نسبة 29.7% بين الثامنة عشر والأربعة وعشرون عاماً، ونسبة 20.5% كانت واقعةً في الفئة العمرية ما بين الخامسة والعشرون حتى والأربعة وأربعون عاماً، ونسبة 20.1% كانت ما بين الخامسة والأربعون حتى الرابعة والستون، ونسبة 12.4% كانت ضمن فئة الخامسة والستون عاماً فما فوق. وتوزع التركيب الجنسي للسكان بنسبة 48.1% ذكور و51.9% إناث.

## وصلات خارجية
- City Website